# Jan Mikeska
Jan Mikeska (* 14. října 1930) byl český a československý politik Komunistické strany Československa a poslanec České národní rady a Sněmovny národů Federálního shromáždění na počátku normalizace.

## Biografie
K roku 1969 se uvádí bytem Pardubice, původní profesí strojní zámečník. Absolvoval základní školu a vyučil se strojním zámečníkem. Pracoval ve Východočeských chemických závodech Synthesia v Semtíně u Pardubic.
Po provedení federalizace Československa usedl v lednu 1969 i do Sněmovny národů Federálního shromáždění. Do federálního parlamentu ho nominovala Česká národní rada, kde rovněž zasedal. Ve FS setrval do prosince 1969, kdy v důsledku rezignace na křeslo v ČNR ztratil i mandát ve federálním parlamentu.